# Анна Хен-Йосифова
Анна Хен-Йосифова (Anna Hähn-Jossifoff) е германска художничка, живяла и творила в България.

## Биография
Родена е на 16 юни 1872 г. в Брауншвайг, Германия. Завършва в Художествено-индустриалното училище в родния си град, а след това специализира в Нидерландия при Розенбом. Членува в Брауншвайгското, Саксонското и Мюнхенското дружество на художниците. През 1899 г. се установява в България. Член е на дружествата „Съвременно изкуство“ и „Лада“, като участва в изложбите му в Загреб, Белград и София. През 1909 г. е сред участниците в голямата международна изложба в Гласпаласт в Мюнхен, Германия. През 1907 г. участва в съвместна изложба с Никола Михайлов, а през 1930 г. прави самостоятелна изложба в София. Умира на 3 януари 1931 г. в София.
Анна Хен-Йосифова е една от първите жени, които правят в България професионална живопис. Утвърждава се най-рано като законодателка на жанра на натюрмортите с цветя, в който българското изобразително изкуство няма собствена традиция. Тя е и първата, която преодолява декоративното проектиране и прави авторско приложно изкуство.